# Naturschutzgebiet Shaumari
Das Naturschutzgebiet Shaumari (arabisch محمية الشومري, DMG Maḥmiyyat aš-Šaumarī) ist ein Naturschutzgebiet der IUCN-Kategorie Biotop-/Artenschutzgebiet mit Management in der Nähe der Siedlung al-Azraq 100 Kilometer östlich von Amman.

## Geschichte
Das Naturschutzgebiet wurde 1975 als erstes Naturschutzgebiet in Jordanien von der Royal Society for the Conservation of Nature als Zuchtzentrum für gefährdete oder lokal ausgestorbene Wildtiere geschaffen.

## Fauna
Das 22 Quadratkilometer große Naturschutzgebiet ist ein Schutzraum für einige der seltensten Tierarten des Nahen Ostens. Insgesamt wurden 193 Tierarten gesichtet. Die Oryxantilope, der Afrikanische Strauß, der Onager (eine Unterart des Asiatischen Wildesels) und einige Gazellen-Arten, die auf vielen lokalen byzantinischen Mosaiken aus dem 6. Jahrhundert dargestellt sind, können nach Bedrohungen durch Lebensraumzerstörungen und Jagd steigende Populationen verzeichnen. Die Oryx und Onager können oft in ihrem großen Wüstengraslandgehege frei umherstreifen gesehen werden, der Strauß und die Gazellen-Arten können in ihren eigenen eingezäunten Bereichen beobachtet werden.